# Amtsgericht Brakel

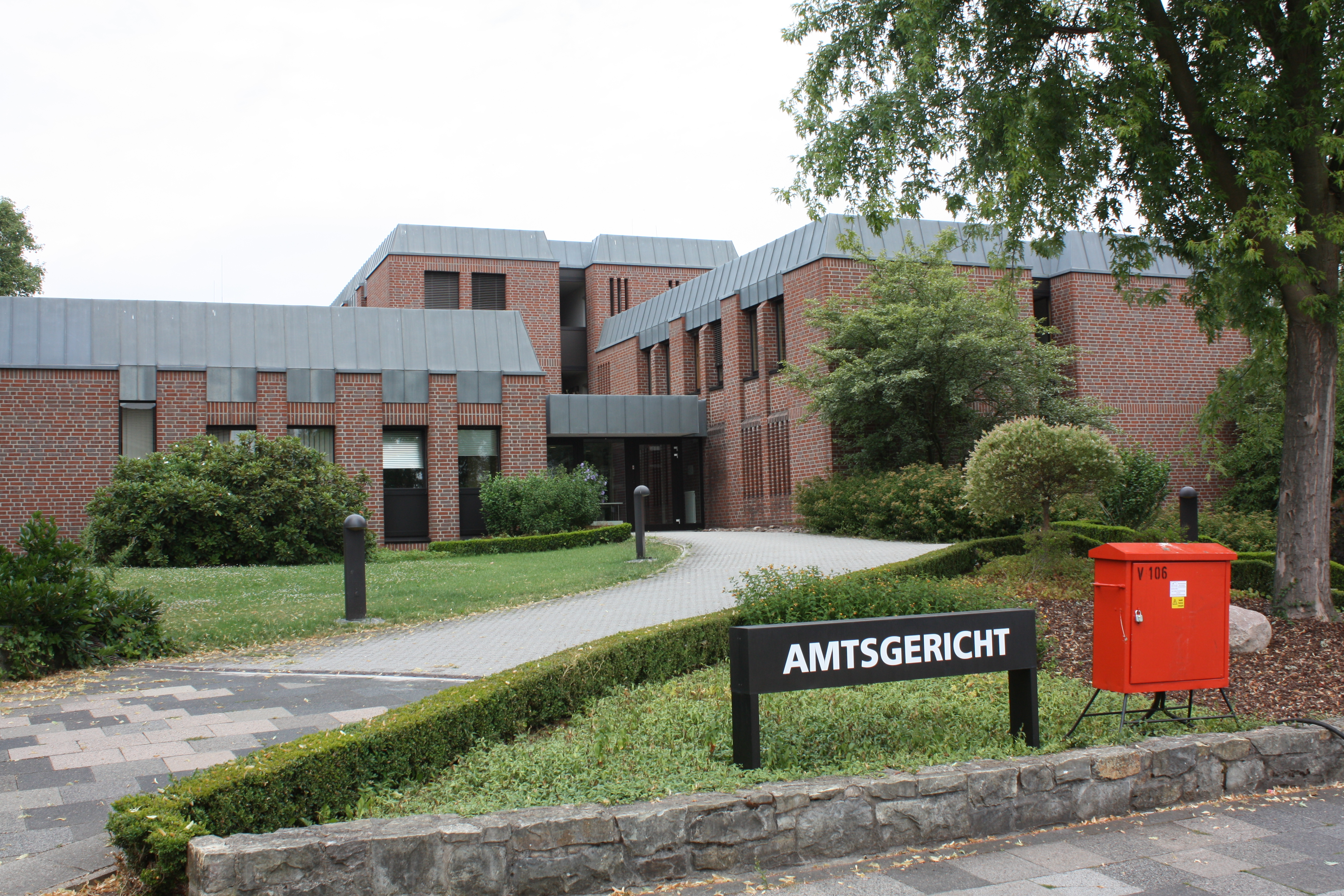
Das Amtsgericht in Brakel (2010)

Das Amtsgericht Brakel ist ein Gericht der ordentlichen Gerichtsbarkeit und eines von sechs Amtsgerichten im Bezirk des Landgerichts Paderborn. Das Amtsgericht Brakel ist zuständiges Landwirtschaftsgericht für die Amtsgerichtsbezirke Brakel und Höxter.

## Gerichtssitz und -bezirk
Sitz des Gerichts ist Brakel in Nordrhein-Westfalen. Der Gerichtsbezirk umfasst die Gemeinden Bad Driburg, Brakel, Nieheim und Steinheim.

## Über- und nachgeordnete Gerichte
Dem Amtsgericht Brakel ist das Landgericht Paderborn übergeordnet. Zuständiges Oberlandesgericht ist das Oberlandesgericht Hamm.

## Geschichte
In Brakel bestand von 1849 bis 1879 die Gerichtsdeputation Brakel des Kreisgerichts Höxter. 
Im Rahmen der Reichsjustizgesetze wurden 1879 reichsweit einheitlich Oberlandes-, Land- und Amtsgerichte gebildet. Das königlich preußische Amtsgericht Brakel wurde mit Wirkung zum 1. Oktober 1879 als eines von 17 Amtsgerichten im Bezirk des Landgerichtes Paderborn im Bezirk des Oberlandesgericht Hamm gebildet. Der Sitz des Gerichts war die Stadt Brakel. Sein Gerichtsbezirk umfasste aus dem Kreis Höxter aus dem Amt Brakel der Stadtbezirk Brakel und die Gemeindebezirke Beller, Erkeln, Hembsen, Istrup, Rheder, Riesel und Schmechten und den Gutsbezirk Hinnenburg sowie aus dem Amt Driburg der Stadtbezirk Driburg und der Gemeindebezirk Herste. Am Gericht bestand 1880 eine Richterstelle. Das Amtsgericht war damit ein kleines Amtsgericht im Landgerichtsbezirk. Gerichtstage wurden in Driburg gehalten.
In Folge der Weltwirtschaftskrise wurden 60 Amtsgerichte auf Grund von Sparverordnungen aufgehoben. Mit der Verordnung über die Aufhebung von Amtsgerichten vom 30. Juli 1932 wurde das Amtsgericht Nieheim zum 30. September 1932 aufgehoben und sein Sprengel aufgeteilt. Die Landgemeinden Alhausen, Bellersen, Bökendorf, Erwitzen, Pömbsen und Reelsen wurden dem Amtsgericht Brakel zugeordnet. Mit dem gleichen Gesetz wurde auch das Amtsgericht Borgentreich aufgehoben und die Landgemeinden Auenhausen, Frohnhausen, Hampenhausen und Siddessen dem Amtsgericht Brakel zugeordnet.